# 昌玲寺
昌玲寺（しょうれいじ）は、東京都板橋区にある浄土真宗系の単立寺院（真宗一心山昌玲寺派）。

## 概要
1952年（昭和27年）、山口昌玲によって開山された。山口昌玲は、2年前の1950年（昭和25年）に「門徒寺」を開山していたが、当寺の創建を機に合併した（寺の入口には「門徒寺」の表札もある）。

### 山口昌玲について
山口昌玲（1984年3月13日寂）は、もと浄土真宗本願寺派（以降「本願寺派」とする）の僧侶であったが、1954年（昭和29年）に本願寺派から独立し、「真宗一心山昌玲寺派」を旗揚げした。もっとも所属寺院は当寺のみである。。

## 寺宝等
- 阿弥陀如来掛軸（本尊）
- 濃州住谷口義包作一振（刀剣）
- 月山短刀壱口（刀剣）

## 交通アクセス
- 志村三丁目駅より徒歩7分。